# Alex obsoleta
Alex obsoleta är en fjärilsart som beskrevs av W. Warren 1894. Alex obsoleta ingår i släktet Alex och familjen mätare. Inga underarter finns listade i Catalogue of Life.